# Platythelphusa echinata
Platythelphusa echinata là một loài cua nước ngọt trong họ Potamonautidae.
Chúng thường được tìm thấy ở Burundi, Cộng hòa Dân chủ Congo, Tanzania.